# Music Palette♪
『Music Palette♪』（ミュージック・パレット）は、TBSラジオで2020年10月4日早朝（3日深夜）から放送されている。ラジオの音楽番組である。パーソナリティーは宮本佳林。

## 概要
5年半放送された『Fine music』の後番組。
ハロー!プロジェクトの女性アイドルグループ・Juice=Juiceの元メンバーにして元リーダーだった宮崎がナビゲートを担当し、J-POP・演歌・歌謡曲など様々なジャンルの新曲を中心に紹介する音楽番組とされている。
また、前番組を引き継ぐ形で4時台はJRN系列局へ向けても放送される。
2021年3月までは日曜5:50までの放送だったが、2021年4月から9月までは日曜6:00（原則として最終週のみ日曜 4:00 - 5:50）に変更となっていた。2021年10月からは日曜5:30まで（原則として最終週のみ日曜5:20まで）の放送に変更された。
番組公式ハッシュタグは「#Mパレット」。
2022年8月28日（27日深夜）の放送で放送100回、2024年7月28日（27日深夜）の放送で200回を迎えた。
同年10月2日から5時台に新番組『公益財団法人 日本尊厳死協会 Presents My LIFE! My CHOICE!!』を開始するため、同日（10月1日深夜扱い）から4時台のみの放送となった。
2025年6月2日、宮崎の産休による活動休止に伴い、同年7月6日（5日深夜）の放送回より代任パーソナリティとして元Juice=Juiceの宮本佳林が務める。

### 公開録音イベント
2023年3月24日に番組イベントとなる『TBSラジオ Music Palette♪イベント～宮崎由加プロデュース 虹色Palette♪～』を開催し、同年5月7日（6日深夜）にその模様を放送した。

## コーナー

### 現在のコーナー
今日は何の日
放送日が何の日に制定されているか紹介するコーナー。2021年10月以降は冒頭のトークで紹介する形となった。
Juice=Juice松永里愛のMIX=Juice
Juice=Juiceの松永里愛と同グループの月替わりパートナーが担当するテーマに沿った音楽をセレクトするコーナー。
朝の音楽室
ゲストを招いてトークを繰り広げるコーナー。4時台のみに短縮される前は5時台のコーナーで、放送時間の短い毎月最終週はゲストからのコメントを紹介のみとしていた。
ユカオシ
宮崎がオススメしたいもの・ことを紹介するコーナー。サンレレに挑戦したり、ふりかけなど食べ物の紹介をすることが多く、紹介した商品は公式Twitterや番組ページに写真があげられている。現在は都道府県に行ったつもりお土産紹介と題して、各地の食べ物などを紹介している。リスナーのメッセージからテーマを決めることもある。2023年4月からは井上音生が毎月最終週に出演している。

### 過去のコーナー
4時台に放送
KARAOKE Ai（愛）
朝花美穂と平川美香がパーソナリティを務めるコーナー。放送開始 - 2021年3月。
この他、コーナーの合間にリスナーからのメッセージも紹介している。
私のプレイリスト
2024年3月で終了。5人のミュージックキュレーター（中澤卓也、岩佐美咲、辰巳ゆうと、おかゆ、青山新）が週替わりでテーマに沿った選曲をしていたコーナー。2021年11月で中澤が卒業、2022年5月からは二見颯一が加入した。なお、おかゆは2024年4月より月曜早朝4:00-5:00（日曜深夜28:00-29:00）の『にゅーとぴ♪』を担当している。
マンスリーアーティスト 今週のつぶやき
2021年4月より開始。マンスリーアーティストが担当するコーナー。4時台のみの放送に短縮する際、5時台から「朝の音楽室」が移動することに伴いコーナー終了。

## ネット局

### 現在
| 放送対象地域 | 放送局          | 系列      | 放送時間         | 備考     | 備考     |
| ------------ | --------------- | --------- | ---------------- | -------- | -------- |
| 関東広域圏   | TBSラジオ       | JRN       | 日曜 4:00 - 5:00 | 制作局   | [ 注 1 ] |
| 岩手県       | IBC岩手放送     | JRN / NRN | 日曜 4:00 - 5:00 | [ 注 2 ] |          |
| 秋田県       | 秋田放送（ABS） | JRN / NRN | 日曜 4:00 - 5:00 | [ 注 2 ] |          |
| 山形県       | 山形放送（YBC） | JRN / NRN | 日曜 4:00 - 5:00 | [ 注 2 ] |          |
| 長野県       | 信越放送（SBC） | JRN / NRN | 日曜 4:00 - 5:00 | [ 注 2 ] | [ 注 3 ] |

### 過去
| 放送対象地域 | 放送局            | 系列      | 放送時間         | 放送期間                                               | 備考     |
| ------------ | ----------------- | --------- | ---------------- | ------------------------------------------------------ | -------- |
| 香川県       | 西日本放送（RNC） | JRN / NRN | 日曜 4:00 - 5:00 | 放送開始 - 2021年3月28日                               | [ 注 4 ] |
| 福島県       | ラジオ福島（rfc） | JRN / NRN | 日曜 4:00 - 5:00 | 放送開始 - 2022年3月27日                               | [ 注 5 ] |
| 石川県       | 北陸放送（MRO）   | JRN / NRN | 日曜 4:00 - 5:00 | 放送開始 - 2022年9月25日                               | [ 注 5 ] |
| 福井県       | 福井放送（FBC）   | JRN / NRN | 日曜 4:00 - 5:00 | 放送開始 - 2022年9月25日                               | [ 注 4 ] |
| 岡山県       | RSK山陽放送       | JRN / NRN | 日曜 4:00 - 5:00 | 放送開始 - 2021年3月28日 2022年10月2日 - 2023年4月16日 | [ 注 6 ] |
| 和歌山県     | 和歌山放送（wbs） | JRN / NRN | 日曜 4:00 - 5:00 | 放送開始 - 2023年10月1日                               | [ 注 7 ] |

## エピソード
- 2022年1月2日（1日深夜）の放送は宮崎と宮本佳林がパーソナリティを務めた[155]。
- 2022年6月26日（25日深夜）、7月3日（2日深夜）の放送は第26回参議院議員通常選挙の政見放送に伴い、ネット局のみでの放送となった[156][103]。
- 2023年1月1日（2022年12月31日深夜）の放送は宮崎と稲場愛香がパーソナリティを務めた[128]。
- 2024年2月26日（2024年2月25日深夜）の放送は岩佐美咲が代演、2024年3月3日（2024年3月2日深夜）の放送は小片リサが代演した[157]。